# Oskar Becker
Oskar Becker (Leipzig, 5 de setembro de 1889 - Bona, 13 de novembro de1964) foi um matemático e fenomenólogo alemão discípulo de Edmund Husserl. Foi o primeiro fenomenólogo a investigar em lógica modal axiomática, no seu artigo de 1930 «Zur Logik der Modalitäten» («Para a Lógica das Modalidades»).